# Francisco Marhuenda
Francisco Marhuenda García, également connu comme Paco Marhuenda, né le 12 janvier 1961 à Barcelone (Catalogne, Espagne), est un juriste, homme politique et journaliste espagnol. Il dirige le quotidien conservateur La Razón depuis 2008.

## Biographie
Francisco Marhuenda est docteur en droit et licencié en journalisme. Il s'est aussi consacré à la politique. Il est professeur à l'Université Rey Juan Carlos de Madrid.

### Journaliste
Il travaille au quotidien ABC, mais aussi à Economist & Jurist et El noticiero universal. Après une période durant laquelle il travaille dans le gouvernement de José María Aznar, il retourne au journalisme en rejoignant en 2001 la rédaction de La Razón comme sous-directeur en Catalogne. En février 2008, il succède à José Alejandro Vara à la direction du journal.
Il collabore à diverses émissions de radio et télévision comme colaborador Julia en la Onda (Onda Cero, 2010-2011), La linterna (Cadena COPE, depuis 2010), La Mañana (Cadena COPE, depuis 2010), El món a Rac 1 (RAC 1), 59 segundos (TVE, 2008-2012), El cascabel sur 13TV, "es la mañana de Federico" sur esRadio, El debate de La 1 (TVE, depuis 2012), Espejo Público (Antena 3), Las mañanas de RNE (RNE, desde 2013), Al rojo vivo (La Sexta) (depuis 2011) et La Sexta Noche (depuis 2013).
Paco Marhuenda est mis en examen en mai 2014 pour avoir publié les photos de carte d'identité des vingt-deux juges catalans signataires d'un manifeste indépendantiste.

### Professeur universitaire

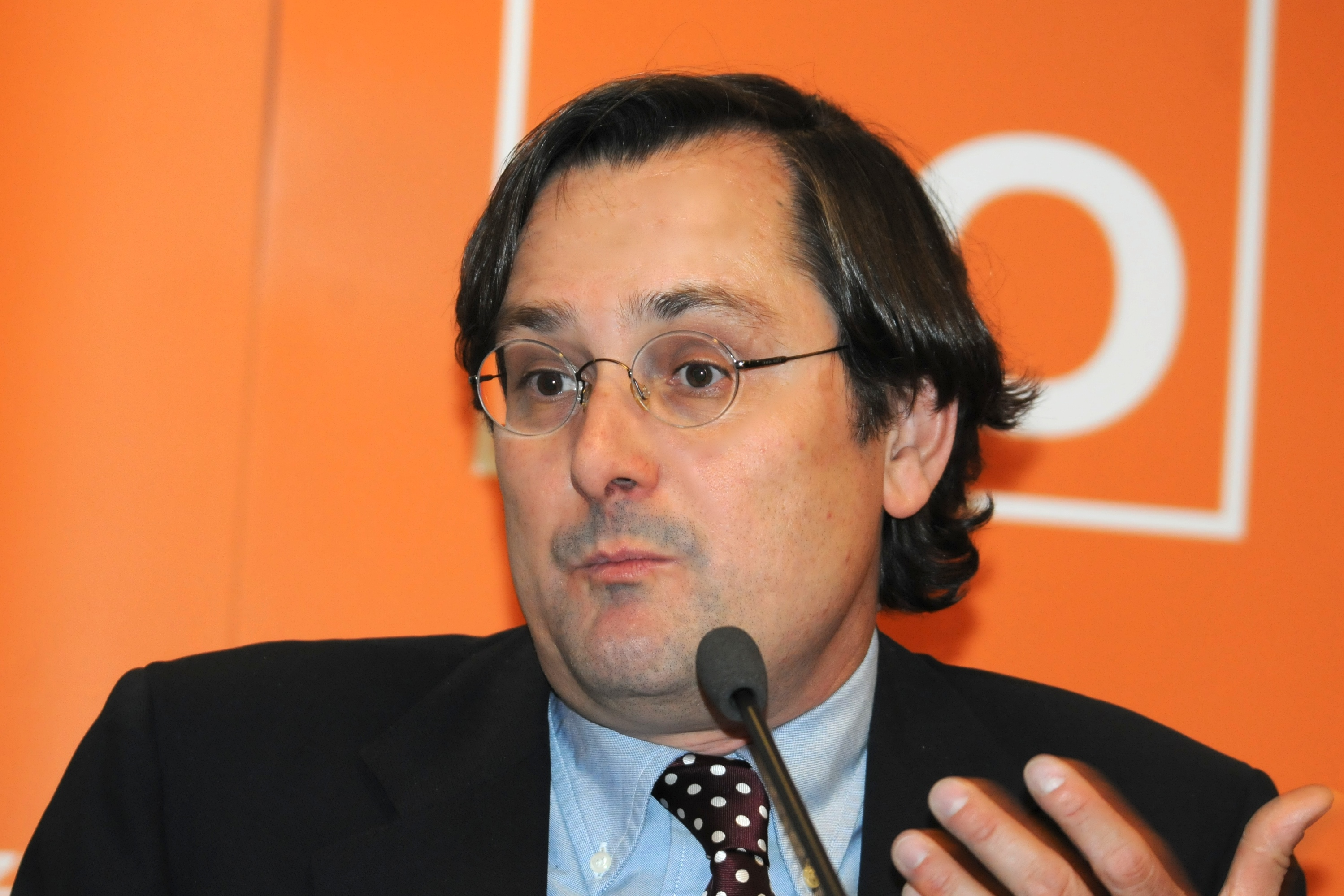
Francisco Marhuenda en 2009

Depuis 1993, il est professeur dans plusieurs universités espagnoles. Il a été professeur de communication et droit de l'information à l'Université Abbé Oliva CEU et professeur de droit constitutionnel à l'Université autonome de Barcelone. Actuellement, il enseigne l'histoire de la culture commerciale à l'Université Rey Juan Carlos de Madrid.

### Politique
Dans les années 1970, il fait partie des jeunesses de l'UCD. En 1995, il s'affilie au Partido Popular et est élu député au parlement de Catalogne le 19 novembre 1995. Le 10 mai 1996, lorsque le Parti populaire gagne les élections générales, le conseil des ministres du gouvernement Aznar le nomme directeur de cabinet du ministre des administrations publiques sous les ordres de celui qui plus tard serait premier ministre : Mariano Rajoy. Il continue à travailler avec Rajoy lorsque celui-ci est nommé ministre de l'éducation et de la culture en 1999. Le 5 mai 2000, Marhuenda est nommé directeur général des relations avec le parlement au ministère de la présidence Il reste un peu moins d'une année à ce poste.